# Królestwo Grecji (1832–1924)
Królestwo Grecji (gr. Βασίλειον τῆς Ἑλλάδος) – historyczne państwo w dziejach Grecji, położone na południu Europy. Istniało w latach 1832–1924.
Państwo powstało po wojnie o niepodległość Grecji, na konferencji londyńskiej i w traktacie w Konstantynopolu określono wygląd nowego państwa. Królem został wyznaczony przez mocarstwa Otton I Wittelsbach, syn króla Bawarii. Panował do 1862 roku, gdy został obalony przez wojskowy zamach stanu, jego następcą został Jerzy I Glücksburg.
W okresie królestwa, w toku wojen z Turcją, wojen bałkańskich i porozumień międzynarodowych Grecja osiągnęła obecne granice.